# Leonardo Tarantino
Leonardo Tarantino (Busto Arsizio, 17 novembre 1970) è un politico italiano.

## Biografia
Dopo essere stato consigliere comunale dal 1997 alle 2010 nelle liste della Lega Nord, alle elezioni amministrative di Samarate del 2010, si candida a sindaco e viene eletto con il 56,83% dei voti contro il 26,08% del sindaco uscente Vittorio Solanti.
Si ricandida alle amministrative del 2015, dove viene rieletto sindaco con il 53,48% dei voti contro il 17,31% del candidato del PD Davide Sironi.
Alle elezioni politiche del 2018 è eletto deputato della Lega. Per tale motivo il 15 ottobre dello stesso anno si dimette dalla carica di Sindaco di Samarate, in quanto le due cariche sono incompatibili.
Si candida alla carica di consigliere comunale di Samarate alle amministrative del 2019 a sostegno del candidato a sindaco Enrico Puricelli, venendo eletto.